# ساره بسباس
ساره بسباس (عربی: سارة بسباس؛ زادهٔ ۵ فوریهٔ ۱۹۸۹) شمشیرباز اهل تونس است.
او در مسابقات جهانی شمشیربازی ۲۰۱۵ مدال برنز را کسب کرده است.